# Clame
Les clames sont des coins qui, lors du soudage, permettent aux pièces de l'assemblage (deux ou plus) de présenter des bords dans la position convenable. Les clames remédient donc aux déformations précédant le soudage ou issues de celui-ci.
On utilise parfois le principe avec des boulons percés d'une lumière (appelée parfois mortaise) dans laquelle la clame est glissée, de manière à permettre un serrage rapide et indépendant de l'état d'un filetage.

Principe et efforts d'une clame enfoncée dans la mortaise d'un cône.
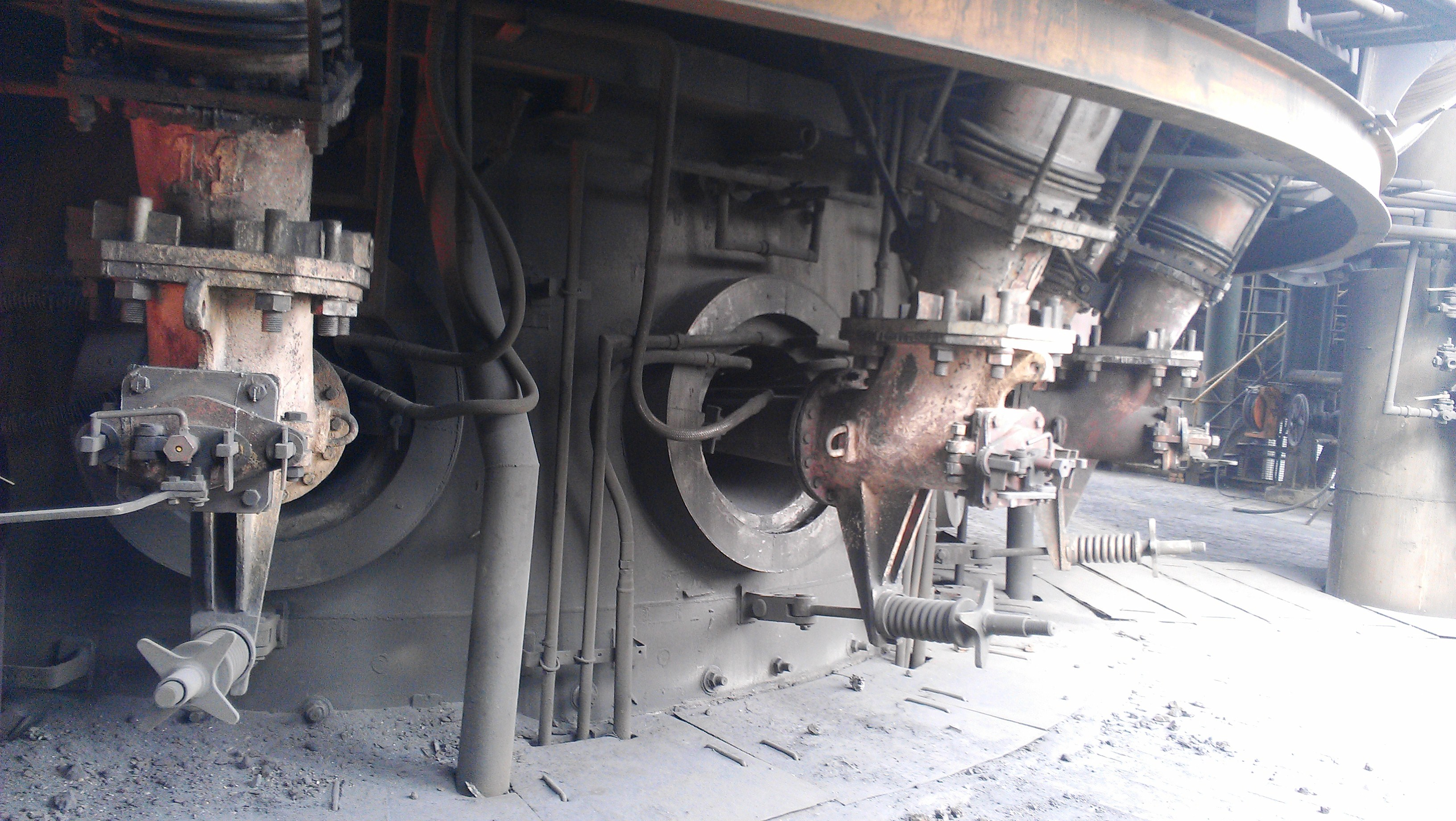
Fixations clamées de tuyères de haut fourneau sous leur descente de vent.